# De rode prins
De rode prins is het achtste album uit de stripreeks Jugurtha van de Belgische tekenaar Franz Drappier en schrijver Jean-Luc Vernal. Het album werd in 1981 voor het eerst in het Nederlandse taalgebied uitgebracht. In 1982 en 1984 werd het album herdrukt.
Schrijver Vernal heeft zich bij het schrijven van dit verhaal laten inspireren door het schrikbewind van de Rode Khmer eind jaren zeventig in Cambodja.

## Verhaal
Jugurtha, Vania en Ch'un zijn zonder al te veel moeilijkheden China doorgereisd en varen met een jonk op de rivier de Mekong naar het zuiden. Ze bereiken het gebied waar de rode prins een waar schrikbewind voert dat als doel heeft dat de bevolking naar de kust vlucht waar zij een gemakkelijke prooi zijn voor de piraten.  
Ze stranden op de rivieroever en vallen in handen van een gewapende patrouille. Ze belanden in een cel, maar in het donker wordt de stad aangevallen door mannen in het zwart. In de chaos weten Jugurtha, Vania en Ch'un te ontsnappen. Echter niet voor lang, want als ze terugkeren op zoek naar voorraden lopen ze in de armen van de aanvallers. De zwarte mannen nemen hun mee en onderweg zien ze in welke erbarmelijke omstandigheden de bevolking verkeren.
Jugurtha wil dat er een einde komt aan het schrikbewind en na hun ontsnapping gaat het drietal op weg naar de hoofdstad van de rode prins. 